# Ahmadu Bello

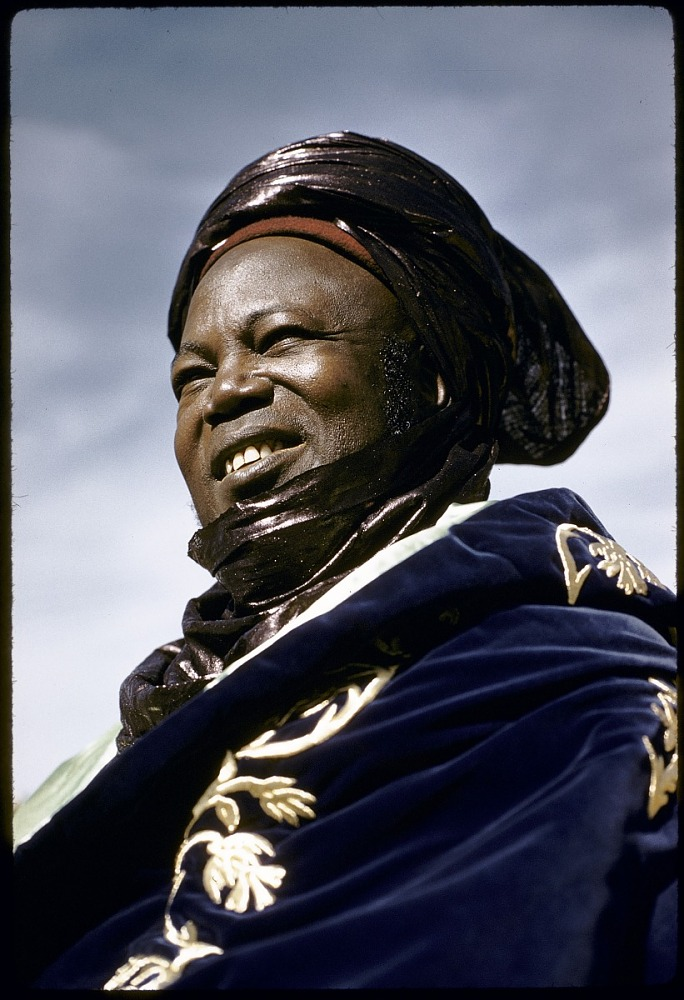
Ahmadu Bello 1959

Alhaji Sir Ahmadu Bello (* 12. Juni 1909 in Rabbah, Nigeria; † 15. Januar 1966) war als Nachfahre von Usman Dan Fodio Sardauna (Herr über die Leibwache) von Sokoto und nigerianischer Politiker.
Sir Ahmadu Bello arbeitete zunächst als Lehrer und wurde später Oberhaupt der Sokoto Native Authority, der kolonialen Selbstverwaltung Sokotos, unter britischer Oberhoheit. Im Jahre 1949 gründete er zusammen mit Tafawa Balewa den People’s Congress (NPC), eine konservative Partei, die er von 1951 an allein führte. Gleichzeitig war er Führer des Qadiriyya-Ordens.
1954 wurde Bello zum Premierminister Nordnigerias ernannt. Aus dieser Position heraus gründete er die Dschamāʿat Nasr al-Islam in Kaduna, eine Organisation, die sich vor allem gegen die christliche Missionierung richtete.  Nach seiner Wallfahrt nach Mekka im Jahre 1956 entwickelte er enge Beziehungen zu Politikern in anderen islamischen Staaten und arbeitete auf die Errichtung eines Commonwealth of Islamic States hin. 1962 wurde er zusammen mit seinem Rivalen, dem Tidschani-Sufi Ibrahim Baye Niass, zum Gründungsmitglied der Islamischen Weltliga in Mekka. In Nigeria selbst unternahm er zusammen mit dem NPC zwischen 1964 und 1965 großangelegte Konversionskampagnen, um möglichst viele Menschen (Animisten, aber auch Christen) zum Islam zu bekehren.
Im Januar 1966 wurde Bello bei einem Militärputsch ermordet.

## Belege
1. ↑  Vgl. Reinhard Schulze: Islamischer Internationalismus im 20. Jahrhundert. Untersuchungen zur Geschichte der Islamischen Weltliga. Leiden 1990. S. 197.
2. ↑  Vgl. Reynolds 170.
3. ↑  Vgl. Schulze 196f.
4. ↑  Vgl. Reynolds 163.